# Lubovo (Bośnia i Hercegowina)
Lubovo (cyr. Лубово) – wieś w Bośni i Hercegowinie, w Republice Serbskiej, w gminie Šipovo. W 2013 roku liczyła 55 mieszkańców.